# Cameron Menzies
Cameron Menzies (* 27. Juni 1989 in Glasgow) ist ein schottischer Dartspieler.

## Leben
Neben seiner Tätigkeit als professioneller Dartspieler arbeitet Menzies als Klempner. Zudem war er Torwart beim Fußballverein Lugar Boswell Thistle. Er war von 2021 bis 2025 mit der Dartspielerin Fallon Sherrock liiert.

## Karriere

### BDO/WDF
Menzies nahm 2006 erstmals an einem Turnier der BDO teil, bei den Gibraltar Open. Ein Jahr später nahm er zum ersten Mal am World Masters teil. 2008 spielte er bei den Benidorm Open sein erstes Finale, drei Jahre später konnte er das Turnier dann gewinnen. Bei den British Open 2013 spielte sich der Schotte bis ins Viertelfinale vor, wo er gegen James Wilson mit 1:4 verlor. 2016 gewann er dann die British Open. Menzies nahm somit auch an den World Masters 2016 teil, verlor jedoch unter den letzten 80 gegen den Iren John O’Shea. 2017 wurde er der erste Schotte, der die Scottish Open gewann, seitdem Gary Anderson dies zehn Jahre zuvor gelungen war. Er qualifizierte sich anschließend über einen regionalen Qualifier für die BDO World Trophy 2017. Dort verlor er knapp gegen Martin Adams zum Auftakt. Beim World Masters 2017 machte Menzies mit seinem Einzug ins Halbfinale auf sich aufmerksam, unterlag dort jedoch dem späteren Turniersieger Krzysztof Ratajski. Später im Jahr bekam er die Möglichkeit, als Repräsentant der BDO am Grand Slam of Darts teilzunehmen. Im entscheidenden Gruppenspiel gegen den mit Dartitis ringenden Berry van Peer unterlag er letztlich knapp. 2022 gelang dem Schotten die Qualifikation für die erste WDF-Weltmeisterschaft und spielte sich dort bis ins Halbfinale vor. Hier unterlag er schließlich dem Franzosen Thibault Tricole.

### PDC
Menzies nahm an der PDC Q-School 2018 teil, nachdem er bei der BDO-Weltmeisterschaft früh verloren hatte. Es gelang ihm jedoch nicht, sich eine Tourkarte zu erspielen. Dafür qualifizierte er sich für das erste Turnier der European Tour, die European Darts Open in Leverkusen. Hierbei bezwang er zunächst Mark Wilson mit 6:2 in der ersten Runde, verlor dann aber gegen den späteren Turniersieger Michael van Gerwen. Menzies gewann dann ein Turnier auf der Challenge Tour. Dies gelang ihm im Folgejahr noch zwei weitere Male, nachdem er erneut knapp bei der Q-School gescheitert war. Bei den UK Open 2019 wurde der Schotte aus dem Tableau gestrichen, nachdem er es nicht rechtzeitig zu seinem Board geschafft hatte. Bei den Austrian Darts Championship ging es für Menzies zum ersten Mal auf der European Tour ins Viertelfinale, 2021 fuhr er einen weiteren Sieg auf der Challenge Tour ein. 2022 war er nach vielen Anläufen bei der Q-School erfolgreich und ergatterte sich erstmals eine Tourkarte. Bei den UK Open konnte er kein Spiel gewinnen, qualifizierte sich aber im Laufe des Jahres zweimal für European-Tour-Turniere.

## Weltmeisterschaftsresultate

### BDO
- 2018: 1. Runde (1:3-Niederlage gegen  Conan Whitehead)

### WDF
- 2022: Halbfinale (4:5-Niederlage gegen  Thibault Tricole)

### PDC
- 2023: 2. Runde (0:3-Niederlage gegen  Vincent van der Voort)
- 2024: 2. Runde (1:3-Niederlage gegen  Dave Chisnall)
- 2025: 1. Runde (1:3-Niederlage gegen  Leonard Gates)

## Turnierergebnisse
| Turnier                                    | 2007                       | ......                     | 2010                       | ......                     | 2013                       | 2014                       | 2015                       | 2016                       | 2017                       | 2018               | 2019               | 2020               | 2021               | 2022                           | 2023                           | 2024                           | 2025                           |
| ------------------------------------------ | -------------------------- | -------------------------- | -------------------------- | -------------------------- | -------------------------- | -------------------------- | -------------------------- | -------------------------- | -------------------------- | ------------------ | ------------------ | ------------------ | ------------------ | ------------------------------ | ------------------------------ | ------------------------------ | ------------------------------ |
| BDO-Major-Turniere                         |                            |                            |                            |                            |                            |                            |                            |                            |                            |                    |                    |                    |                    |                                |                                |                                |                                |
| Weltmeisterschaft                          | n/t                        | n/q                        | n/t                        | n/q                        | n/t                        | nicht qualifizieren        | nicht qualifizieren        | nicht qualifizieren        | nicht qualifizieren        | 1R                 | n/t                | n/t                | Verband insolvent  | Verband insolvent              | Verband insolvent              | Verband insolvent              | Verband insolvent              |
| World Trophy                               | n/t                        | nicht ausgetragen          | nicht ausgetragen          | nicht ausgetragen          | nicht ausgetragen          | nicht qualifiziert         | nicht qualifiziert         | nicht qualifiziert         | 1R                         | n/t                | n/t                | n/a                | Verband insolvent  | Verband insolvent              | Verband insolvent              | Verband insolvent              | Verband insolvent              |
| World Masters                              | 1R                         | n/t                        | 1R                         | n/t                        | 2R                         | 2R                         | 1R                         | 3R                         | HF                         | n/t                | n/t                | n/a                | Verband insolvent  | Verband insolvent              | Verband insolvent              | Verband insolvent              | Verband insolvent              |
| WDF-Platin-/Major-Turniere                 |                            |                            |                            |                            |                            |                            |                            |                            |                            |                    |                    |                    |                    |                                |                                |                                |                                |
| Weltmeisterschaft                          | nicht ausgetragen          | nicht ausgetragen          | nicht ausgetragen          | nicht ausgetragen          | nicht ausgetragen          | nicht ausgetragen          | nicht ausgetragen          | nicht ausgetragen          | nicht ausgetragen          | nicht ausgetragen  | nicht ausgetragen  | nicht ausgetragen  | nicht ausgetragen  | HF                             | n/t                            | n/t                            | n/t                            |
| Finder Masters                             | nicht teilgenommen         | nicht teilgenommen         | nicht teilgenommen         | nicht teilgenommen         | nicht teilgenommen         | nicht teilgenommen         | nicht teilgenommen         | nicht teilgenommen         | GP                         | n/t                | nicht qualifiziert | nicht qualifiziert | nicht qualifiziert | nicht qualifiziert             | nicht qualifiziert             | nicht qualifiziert             | nicht qualifiziert             |
| PDC-Ranking-Turniere                       |                            |                            |                            |                            |                            |                            |                            |                            |                            |                    |                    |                    |                    |                                |                                |                                |                                |
| Weltmeisterschaft                          | nicht teilgenommen         | nicht teilgenommen         | nicht teilgenommen         | nicht teilgenommen         | nicht teilgenommen         | nicht teilgenommen         | nicht teilgenommen         | nicht teilgenommen         | nicht teilgenommen         | nicht qualifiziert | nicht qualifiziert | nicht qualifiziert | nicht qualifiziert | nicht qualifiziert             | 2R                             | 2R                             | 1R                             |
| World Masters                              | nicht qualifiziert         | nicht qualifiziert         | nicht qualifiziert         | nicht qualifiziert         | nicht qualifiziert         | nicht qualifiziert         | nicht qualifiziert         | nicht qualifiziert         | nicht qualifiziert         | nicht qualifiziert | nicht qualifiziert | nicht qualifiziert | nicht qualifiziert | nicht qualifiziert             | nicht qualifiziert             | nicht qualifiziert             | AF                             |
| UK Open                                    | nicht teilgenommen         | nicht teilgenommen         | nicht teilgenommen         | nicht teilgenommen         | nicht teilgenommen         | nicht teilgenommen         | nicht teilgenommen         | nicht teilgenommen         | nicht teilgenommen         | n/q                | 2R                 | 1R                 | n/q                | 2R                             | 3R                             | 4R                             | 5R                             |
| World Matchplay                            | nicht qualifiziert         | nicht qualifiziert         | nicht qualifiziert         | nicht qualifiziert         | nicht qualifiziert         | nicht qualifiziert         | nicht qualifiziert         | nicht qualifiziert         | nicht qualifiziert         | nicht qualifiziert | nicht qualifiziert | nicht qualifiziert | nicht qualifiziert | nicht qualifiziert             | nicht qualifiziert             | nicht qualifiziert             | 1R                             |
| World Grand Prix                           | nicht teilgenommen         | nicht teilgenommen         | nicht teilgenommen         | nicht teilgenommen         | nicht teilgenommen         | nicht teilgenommen         | nicht teilgenommen         | nicht teilgenommen         | nicht teilgenommen         | nicht qualifiziert | nicht qualifiziert | nicht qualifiziert | nicht qualifiziert | nicht qualifiziert             | nicht qualifiziert             | 1R                             |                                |
| Grand Slam of Darts                        | nicht qualifiziert         | nicht qualifiziert         | nicht qualifiziert         | nicht qualifiziert         | nicht qualifiziert         | nicht qualifiziert         | nicht qualifiziert         | nicht qualifiziert         | GP                         | nicht qualifiziert | nicht qualifiziert | nicht qualifiziert | nicht qualifiziert | nicht qualifiziert             | nicht qualifiziert             | VF                             |                                |
| Players Championship Finals                | n/a                        | nicht teilgenommen         | nicht teilgenommen         | nicht teilgenommen         | nicht teilgenommen         | nicht teilgenommen         | nicht teilgenommen         | nicht teilgenommen         | nicht teilgenommen         | nicht qualifiziert | nicht qualifiziert | nicht qualifiziert | nicht qualifiziert | 2R                             | 1R                             | 2R                             |                                |
| PDC-Turniere ohne Einfluss auf das Ranking |                            |                            |                            |                            |                            |                            |                            |                            |                            |                    |                    |                    |                    |                                |                                |                                |                                |
| World Series of Darts Finals               | nicht ausgetragen          | nicht ausgetragen          | nicht ausgetragen          | nicht ausgetragen          | nicht ausgetragen          | nicht ausgetragen          | n/t                        | n/t                        | n/t                        | nicht qualifiziert | nicht qualifiziert | nicht qualifiziert | nicht qualifiziert | nicht qualifiziert             | nicht qualifiziert             | 1R                             |                                |
| Karrierestatistiken                        |                            |                            |                            |                            |                            |                            |                            |                            |                            |                    |                    |                    |                    |                                |                                |                                |                                |
| Jahresendplatzierung                       | unbekannt                  | unbekannt                  | unbekannt                  | unbekannt                  | unbekannt                  | unbekannt                  | 107                        | 66                         | 6                          | 107                | 142                | 34                 | 15                 | 84                             | 63                             | 39                             |                                |
| Verband                                    | British Darts Organisation | British Darts Organisation | British Darts Organisation | British Darts Organisation | British Darts Organisation | British Darts Organisation | British Darts Organisation | British Darts Organisation | British Darts Organisation | PDC                | PDC                | WDF                | WDF                | Professional Darts Corporation | Professional Darts Corporation | Professional Darts Corporation | Professional Darts Corporation |

| Legende zu den Turnierergebnissen | Legende zu den Turnierergebnissen | Legende zu den Turnierergebnissen | Legende zu den Turnierergebnissen | Legende zu den Turnierergebnissen | Legende zu den Turnierergebnissen | Legende zu den Turnierergebnissen | Legende zu den Turnierergebnissen | Legende zu den Turnierergebnissen | Legende zu den Turnierergebnissen |
| --------------------------------- | --------------------------------- | --------------------------------- | --------------------------------- | --------------------------------- | --------------------------------- | --------------------------------- | --------------------------------- | --------------------------------- | --------------------------------- |
| n/t                               | nicht teilgenommen                | n/q                               | nicht qualifiziert                | n/a                               | nicht ausgetragen                 | #R                                | Aus in jeweiliger Runde           | GP                                | Aus in der Gruppenphase           |
| AF                                | Achtelfinalist                    | VF                                | Viertelfinalist                   | HF                                | Halbfinalist                      | F                                 | Turnierfinalist                   | S                                 | Turniersieger                     |

## Titel

### PDC
- Pro Tour
  - Players Championships
    - Players Championships 2024: 29
    - Players Championships 2025: 11
- Secondary Tour Events
  - PDC Challenge Tour
    - PDC Challenge Tour 2018: 15
    - PDC Challenge Tour 2019: 6, 13
    - PDC UK Challenge Tour 2021: 12

### WDF
- Gold-Turniere
  - Welsh Open Men: (1) 2021
- Silber-Turniere
  - Isle of Man Classic Men: (1) 2020